# Le Kov
Le Kov je druhé sólové studiové album velšské zpěvačky Gwenno Saunders. Vydala jej 2. března 2018 společnost Heavenly Recordings a produkoval jej zpěvaččin manžel Rhys Edwards. Na rozdíl od zpěvaččina debutu – alba Y Dydd Olaf z roku 2014 – není nazpíváno ve velštině, ale v kornštině. V písni „Daromres y'n Howl“ hostoval další velšský hudebník Gruff Rhys.

## Ocenění
Album bylo nominováno na Welsh Music Prize. Umístilo se rovněž na třináctém místě hitparády nezávislých alb organizace OCC. Deník The Guardian jej zařadil mezi 50 nejlepších alb roku 2018. Do stejného žebříčku desku zařadil také časopis Uncut. Mezi sedmdesát nejlepších alb roku byla zařazena serverem PopMatters, zatímco magazín Mojo ji zařadil mezi pětasedmdesátku nejlepších alb roku.

## Seznam skladeb
1. Hi A Skoellyas Liv A Dhagrow – 5:35
2. Tir Ha Mor – 4:10
3. Herdhya – 2:49
4. Eus Keus? – 5:00
5. Jynn-amontya – 5:50
6. Den Heb Taves – 6:22
7. Daromres Y'n Howl – 3:17
8. Aremorika – 3:11
9. Hunros – 2:32
10. Koweth Ker – 5:42